# Roosendaal
Roosendaal é uma cidade e um município no sul da Holanda com uma população de cerca de 77 383 habitantes (janeiro de 2012), situada na província do Brabante do Norte.

## Geografia
O município ocupa uma área de 107,21 km2, dos quais 0,78 km2 correspondem a água, e se estende pelo que foi uma zona pantanosa rica em turfa. Situa-se a oeste da província, junto à fronteira belga. Seus municípios limítrofes são:  ao norte, Steenbergen e Halderberge; a leste, Rucphen; ao sul, Woensdrecht e a localidade belga de Essen; a oeste, Bergen op Zoom.
Roosendaal se situa ao longo da estrada de ferro de Amsterdam a Paris, o que dá à cidade um importante papel na logística internacional, por se tratar da última estação em território holandês, antes da fronteira belga. Também passa pelo município a autoestrada A-16/E-19, que igualmente une as capitais da Holanda, Bélgica e França.

## História

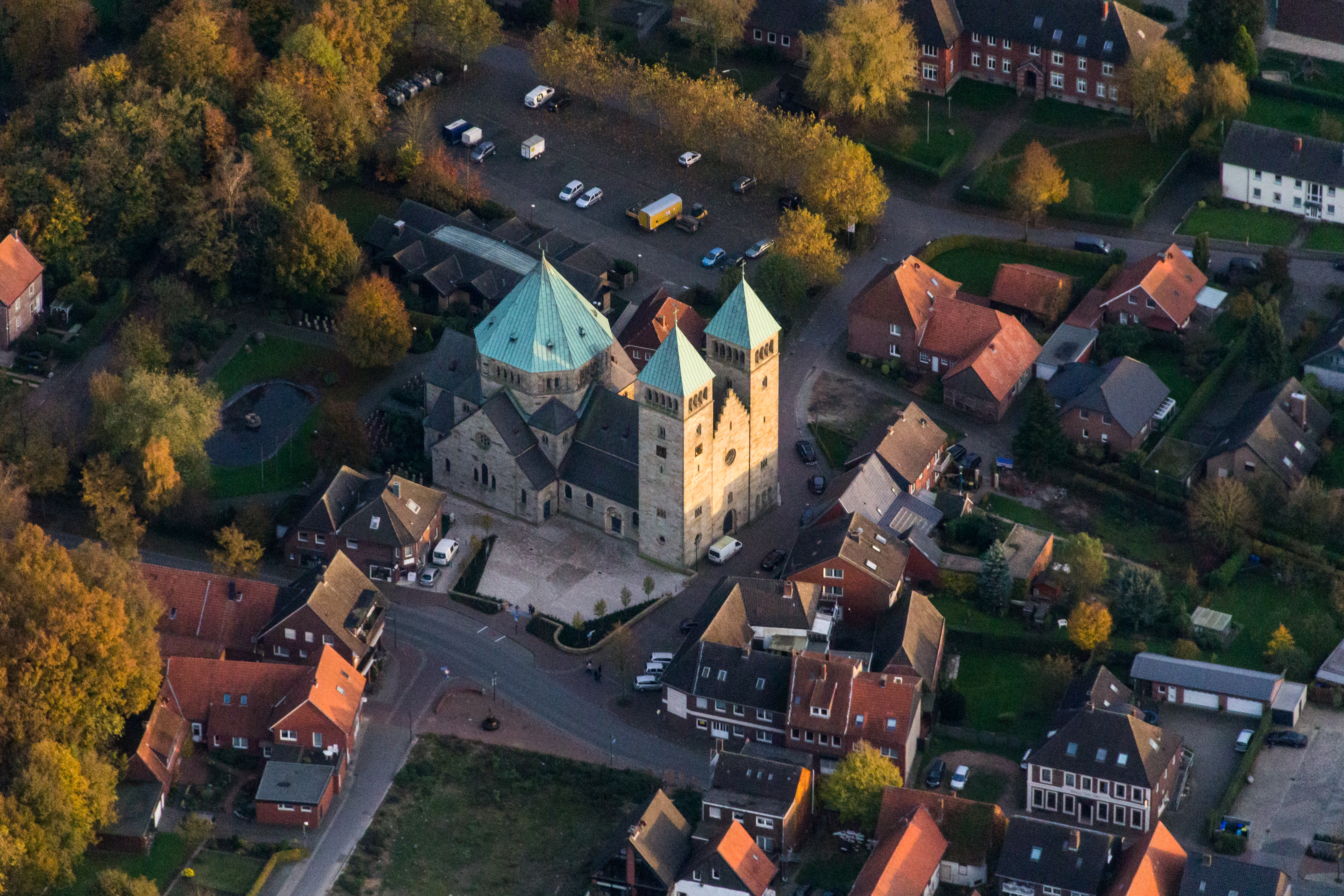
Ss.-Fabian-und-Sebastian-Church, Osterwick
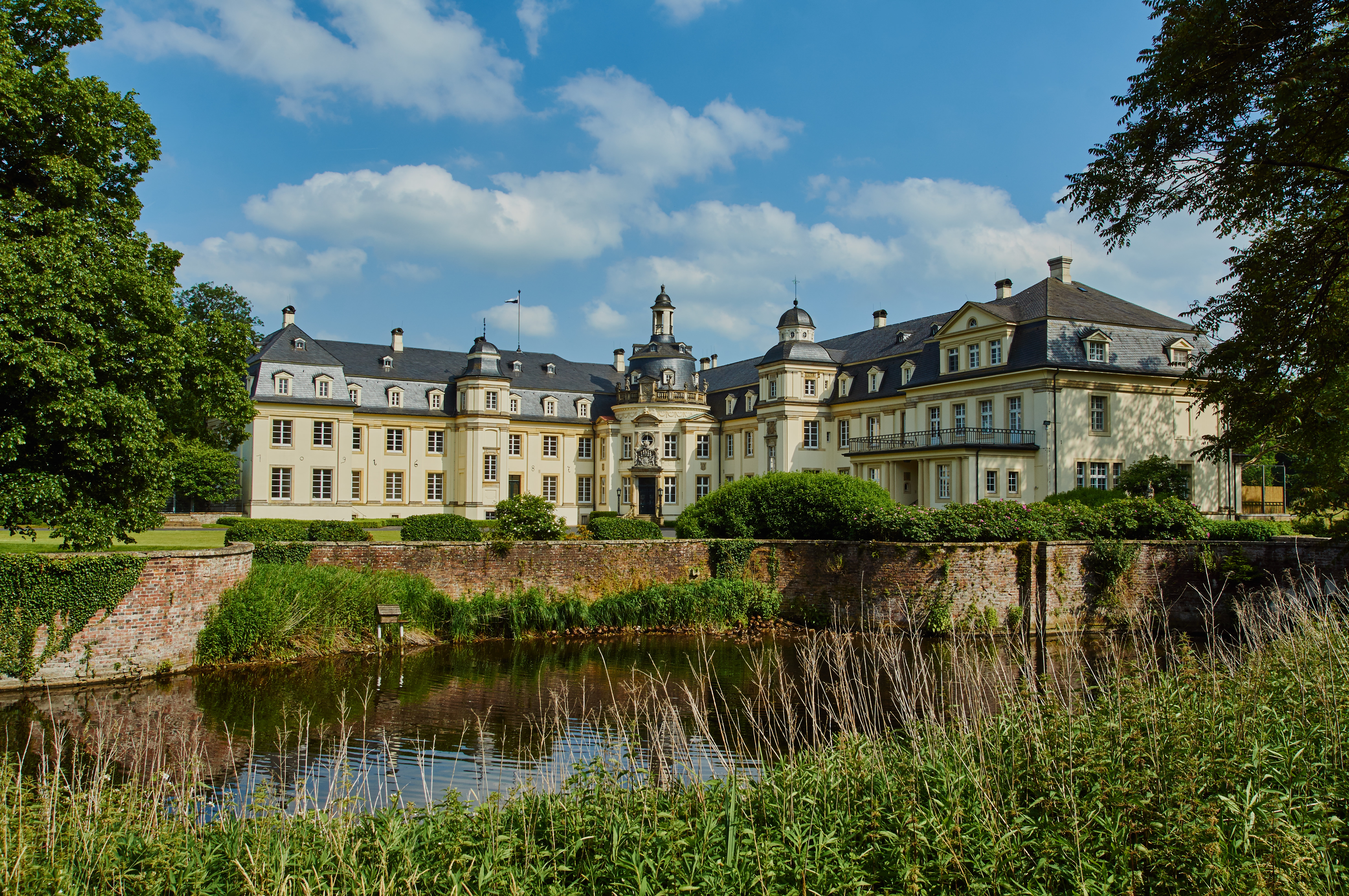
Palace Varlar

A história de Roosendaal remonta ao século XIII. A primeira referência documental à localidade data de 1268, em uma escritura de doação de terras pelo Senhor de Breda a uma capela situada in loco dicto Rosedale.
Roosendaal conheceu uma época de prosperidade nos séculos XVI e XVII, graças ao comércio da turfa, extraída dos pântanos próximos e exportada para o estrangeiro através do pequeno rio Roosendaal Vliet, então navegável até o mar. A Guerra dos Oitenta Anos (1568 - 1648) pôs fim a esta fase de crescimento,
pois as devastações e saques produzidos pelo contínuo movimento das tropas e as epidemias de peste de 1622 e 1625 deixaram praticamente despovoadas as zonas rurais adjacentes. Além disso, a partir de 1648 a produção de turfa começou a decrescer até sua desaparição. A cidade foi ocupada por tropas francesas em 1672 e sofreu um grande incêndio em 1687.
Este acúmulo de circunstâncias desfavoráveis determinou que nas primeiras décadas do século XIX Roosendaal sofresse de grande pobreza. A situação só começou a ser superada com a abertura da estrada de ferro, que trouxe consigo um auge industrial e de serviços, a ponto de a população duplicar em menos de cinquenta anos, passando de 6 501 habitantes em 1851 a 13 720 em 1899.
Durante a Segunda Guerra Mundial, Roosendaal sofreu um importante bombardeio alemão em maio de 1940 e outro aliado em maio de 1944. A cidade permaneceu ocupada por tropas alemãs desde 14 de maio de 1940 até sua liberação em 30 de outubro de 1944.
Roosendaal recebeu o título de cidade em 1819, formando junto com Nispen o município de Roosendal en Nispen. A partir de 1 de janeiro de 1997, o município de Roosendaal en Nispen se fundiu com o de Wouw, formando um novo denominado simplesmente Roosendaal.